# Aubria subsigillata
Aubria subsigillata là một loài ếch trong họ Ranidae.
Nó được tìm thấy ở Cameroon, Guinea Xích Đạo và Gabon và có thể có ở Nigeria.
Các môi trường sống tự nhiên của chúng là các khu rừng ẩm ướt đất thấp nhiệt đới hoặc cận nhiệt đới, đầm nước ngọt, đầm nước ngọt có nước theo mùa, vườn nông thôn, các khu rừng trước đây bị suy thoái nặng nề, và ao.